# Sluníčková krajka

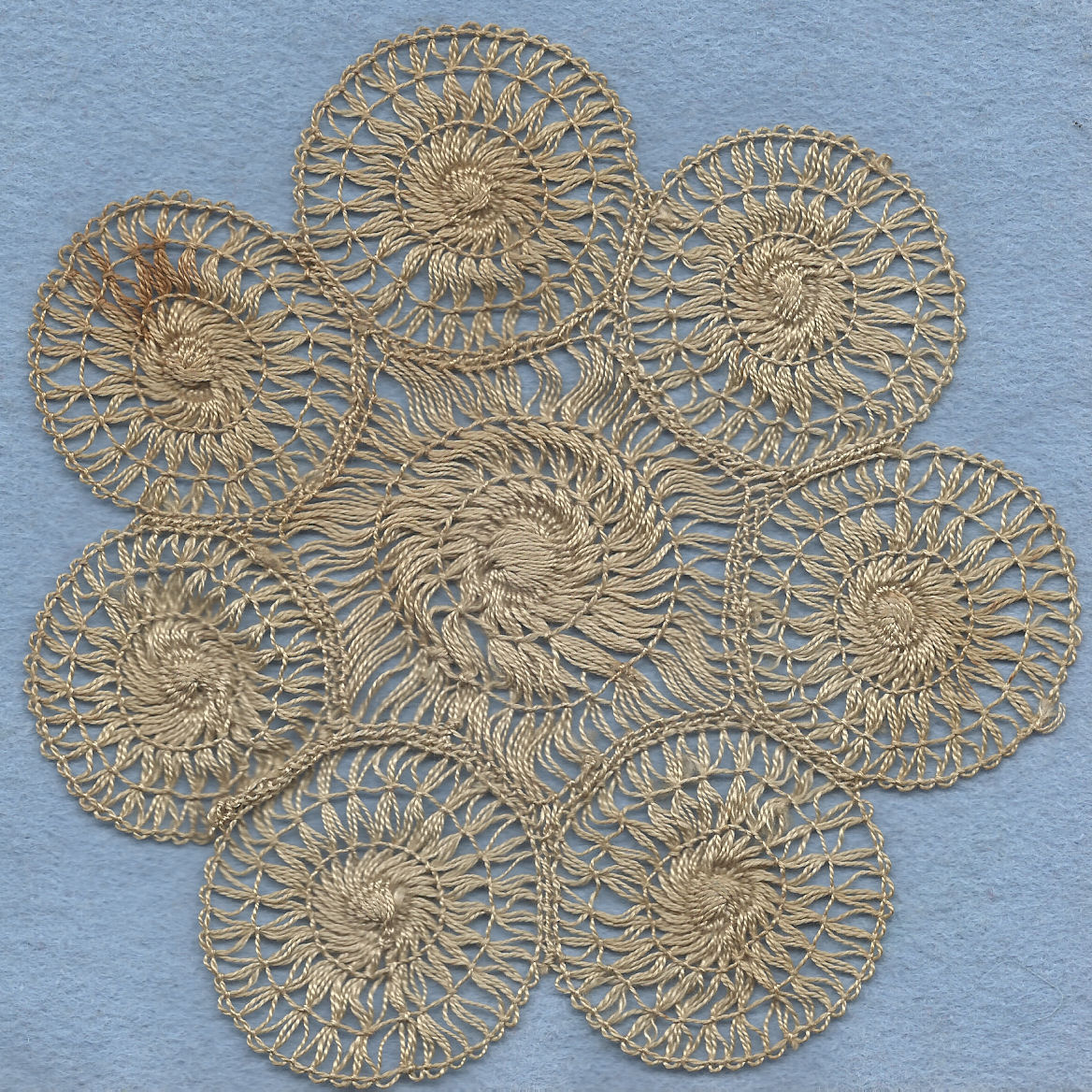
Sluníčková krajka v jednoduchém provedení

Sluníčková krajka (angl.: Teneriffe lace), zvaná také tenerifa je ručně šitý výrobek známý asi od 17. století zejména z Kanárských ostrovů.
V 16. století se ve Španělsku dostala do módy vyšívaná krajka ve tvaru sluníčka. Na tkanině (napnuté obvykle na kulatém rámu) se vyšívaly vzory znázorňující slunce s vyzařujícími paprsky. Krajka se dohotovila tak, že výšivka se odstřihla od podkladové tkaniny. 
Španělé přinesli krajkářskou techniku také na Kanárské ostrovy, tam se na Tenerifě asi od 17. století začala zhotovovat sluníčková krajka bez podkladové tkaniny. Nosné niti (znázorňující sluneční paprsky) se zachytí na špendlících zapíchnutých do pevného podkladu, kde tvoří kruh, jehož střed se vyplní seskupením látacích stehů a vnější část se vzoruje svazováním „paprsků“ speciálními („tenerifovými“) uzly () a látacími stehy. Hotové „sluníčko“ se pak vyvlékne ze záchytných špendlíků a s dalšími motívky zpravidla vytvoří sešíváním celou sluníčkovou krajku.
Sluníčková krajka se vyrábí také ve čtvercovém, obdélníkovém nebo elipsovém tvaru.
K šití se používají většinou hrubší příze (vyšívací č. 8 nebo háčkovací příze č. 20). 
V internetovém obchodě se nabízejí různé pomůcky k amatérskému zhotovení imitací sluníčkové krajky. 

## Použití
Dečky, ubrusy, stínítka na lampy, zdobení dámských oděvů 